# Ochtezeele
Ochtezeele (westflämisch: Ochtezele, Aussprache [ɔktəzɛl]) ist eine französische Gemeinde mit 363 Einwohnern (Stand: 2022) im Département Nord in der Region Hauts-de-France. Sie gehört zum Arrondissement Dunkerque und ist Mitglied im Gemeindeverband Cœur de Flandre Agglo. Die Bewohner werden Ochtezeelois und Ochtezeeloises genannt.

## Geografie

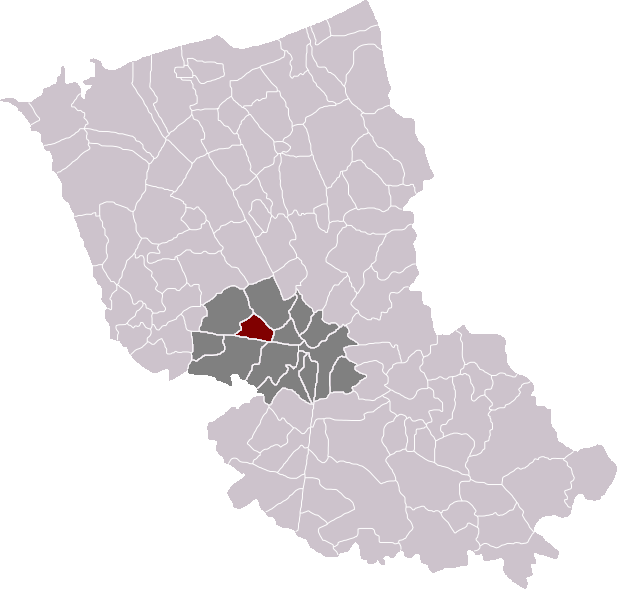
Lage von Ochtezeele im Arrondissement Dunkerque

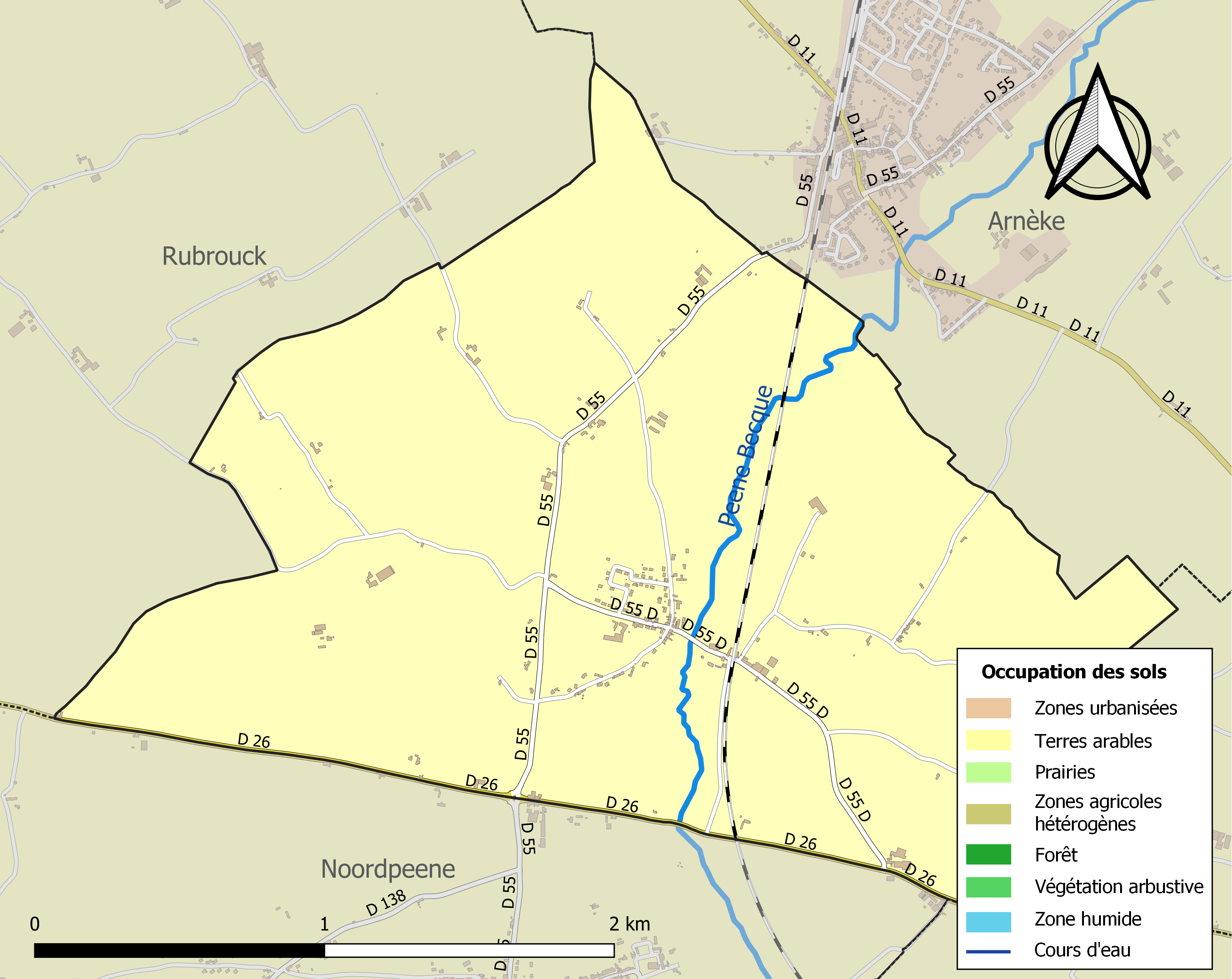
Bodennutzung, Hydrografie und Infrastruktur der Gemeinde (2018)

Ochtezeele liegt in Französisch-Flandern, etwa 25 Kilometer südlich von Dünkirchen und etwa 52 Kilometer nordwestlich von Lille am westlichen Rand der Hügelkette Monts de Flandre in der Région naturelle Houtland. Die Peene Becque durchströmt die Gemeinde von Süd nach Nord. Außerdem wird Ochtezeele von der Pis Becque, dem zeitweise trockenfallenden Flüsschen Rue du Midi und verschiedenen kleineren Bächen entwässert. Das Zentrum liegt auf einer Höhe von etwa 20 m, wenige Meter oberhalb des Betts der Peene Becque. Das Gemeindegebiet ist größtenteils flach, steigt jedoch im Südwesten und im Südosten auf über 60 m an.
Nahezu die gesamte Fläche der Gemeinde wird landwirtschaftlich genutzt (Stand: 2018).
Die Nachbargemeinden sind Arnèke im Nordosten, Wemaers-Cappel im Osten, Zuytpeene im Südosten, Noordpeene im Süden sowie Rubrouck im Westen und Nordwesten.

## Etymologie und Geschichte
Der Name der Gemeinde leitet sich aus dem germanischen uftinga sali „Haus mit einem einzelnen Raum“ und „Leute des Ufto“ ab. Namensformen waren in der Folge „Ohtinghesala“ (1183), „Uthtinghesala“ (1187).
Die Abtei Saint-Winoc in Bergues besaß durch eine Urkunde von Philipp I., Graf von Flandern aus dem Jahr 1183 einhundert Quadratmeter Land im Gebiet von Ochtezeele. Im Jahr 1225 bestätigten Walter de Buisscheure (Buysscheure) und seine Frau Pétronille den Verkauf eines Zehnten, der in Ochetezeele erhoben wurde, in der Abtei Saint-Winoc. Adam, Bischof von Thérouanne, bestätigte den Verkauf. Im Jahr 1228 bestätigte Adam die Schenkung des Allod von Ochtezeele durch Anselme de Crecques an die Abtei Saint-Bertin in Saint-Omer. Im 17. Jahrhundert war Ochtezeele eine Grundherrschaft, dann eine Vizegrafschaft.

## Bevölkerungsentwicklung
| Jahr                       | 1962 | 1968 | 1975 | 1982 | 1990 | 1999 | 2006 | 2013 | 2020 |
| Einwohner                  | 307  | 291  | 255  | 241  | 221  | 242  | 295  | 380  | 388  |
| Quellen: Cassini und INSEE |      |      |      |      |      |      |      |      |      |

## Sehenswürdigkeiten
- Die Kirche Saint-Omer, birgt zahlreiche Ausstattungsgegenstände, die in der Base Palissy gelistet sind, darunter eine große Anzahl, die als Monument historique der beweglichen Objekte klassifiziert sind. Sie ist seit 1948 als Monument historique eingeschrieben.
- Reste einer mittelalterlichen Erdhügelburg am Lieu-dit Ochtezeele Veld, seit 1979 als Monument historique klassifiziert
- Marienkapelle
- Gefallenendenkmal

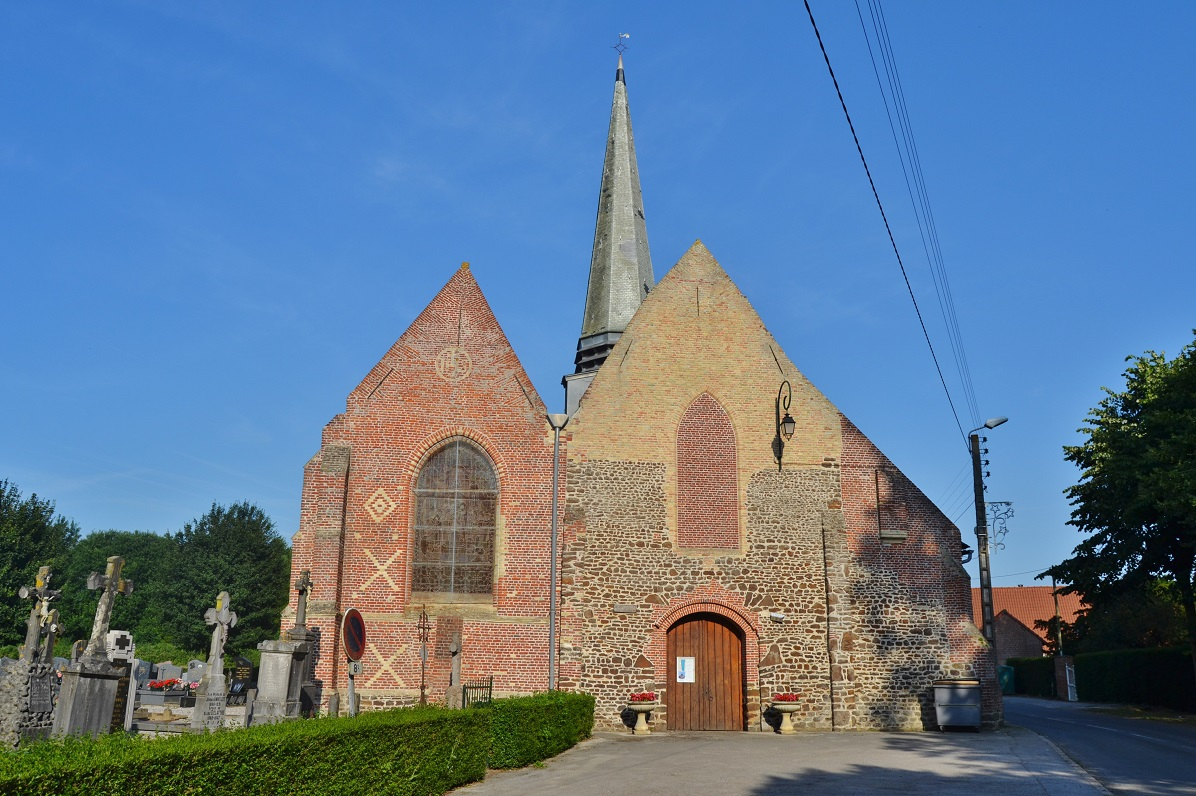
Kirche Saint-Omer
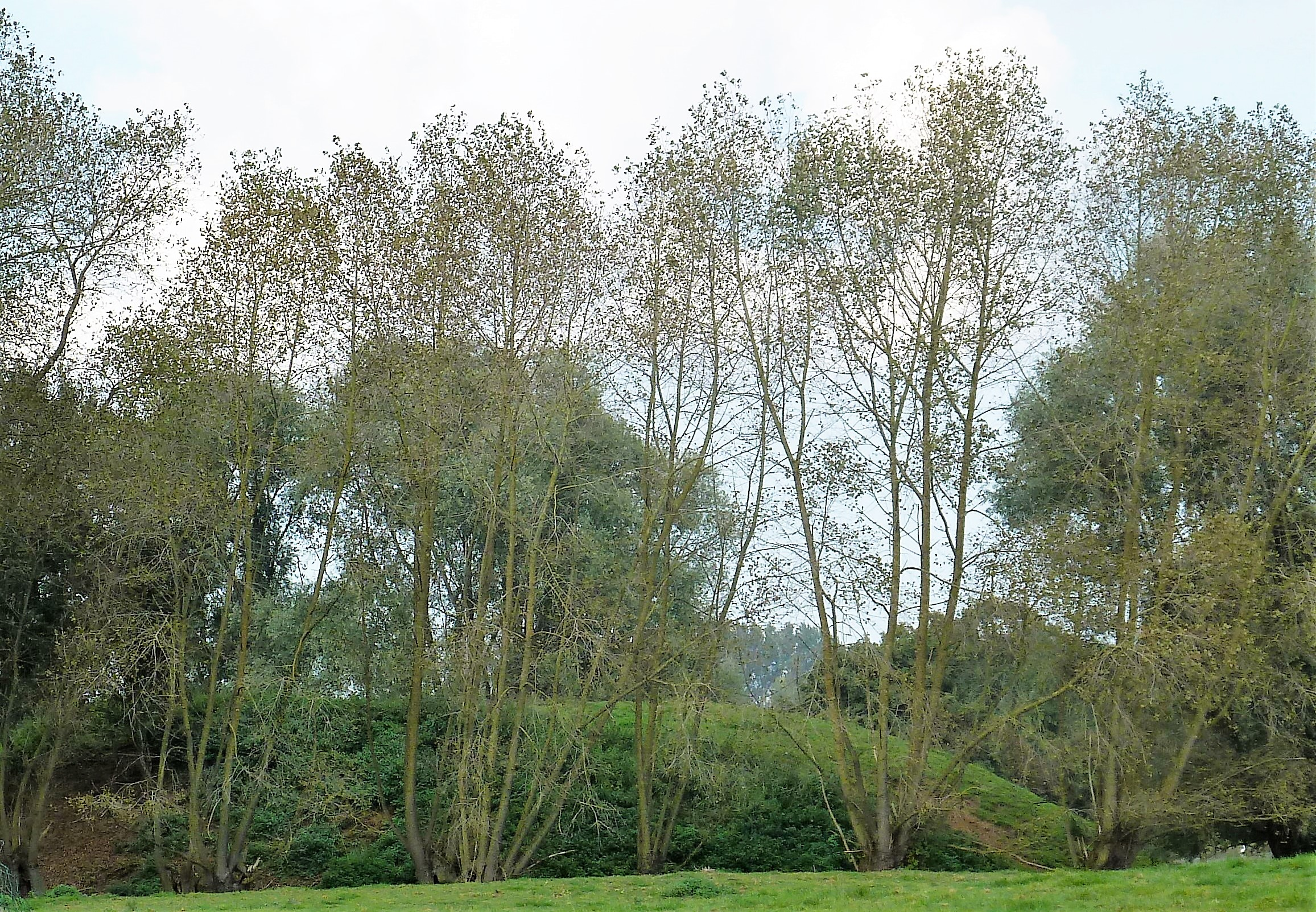
Überreste des ehemaligen Burghügels
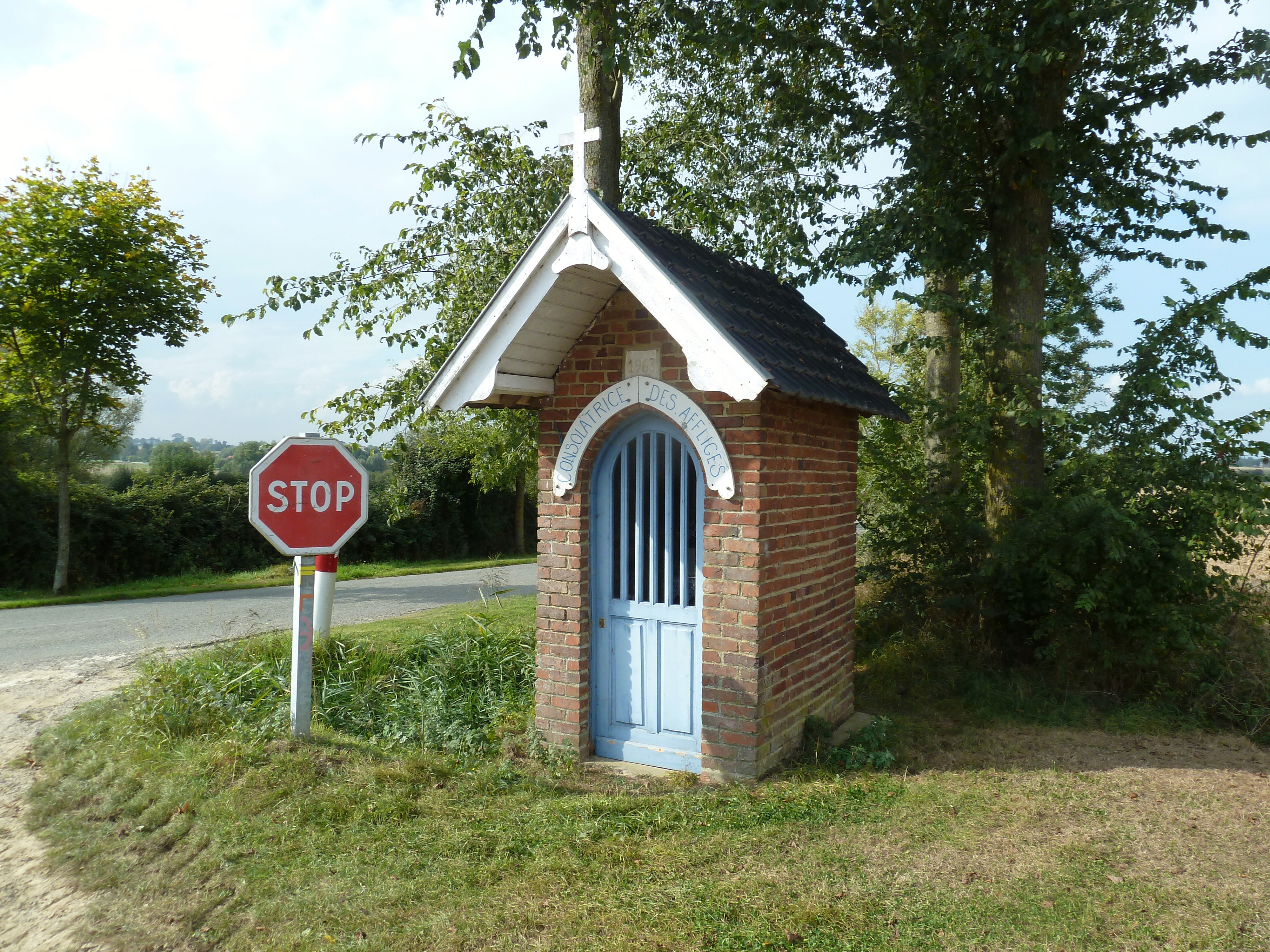
Marienkapelle
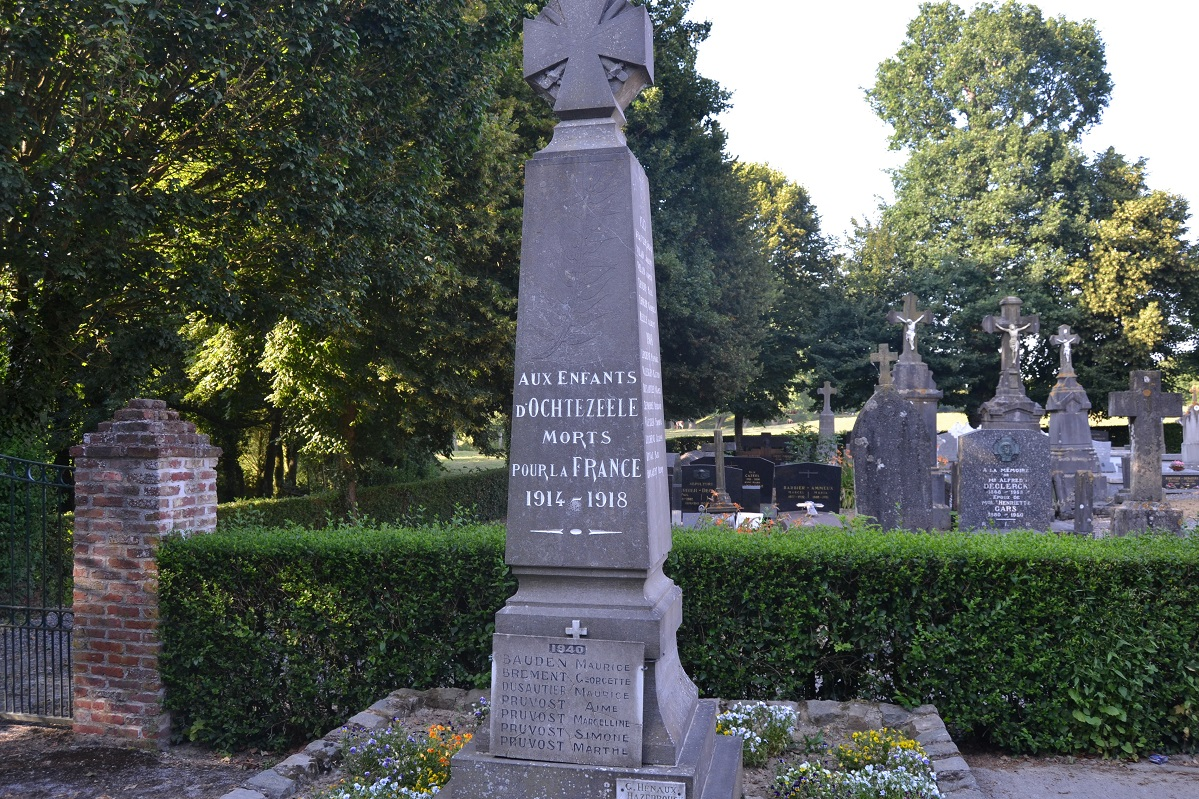
Gefallenendenkmal

## Verkehr
Ochtezeele liegt abseits größerer Verkehrsachsen. Die Departementsstraße D 26 von Watten nach Cassel wird entlang der südlichen Gemeindegrenze geführt. Die nachgeordneten Departementsstraßen D 55, D 55D und lokale Landstraßen verbinden das Zentrum mit den Weilern der Gemeinde und den Nachbargemeinden. Busse einer Linie der Transportgesellschaft Arc-en-Ciel des Départements Nord verbinden Ochtezeele mit Buysscheure im Westen und mit Hazebrouck über Cassel im Südosten.
Die Bahnstrecke Arras–Dunkerque durchquert das Gemeindegebiet ohne Haltepunkt.